# Plzeňský landfrýd

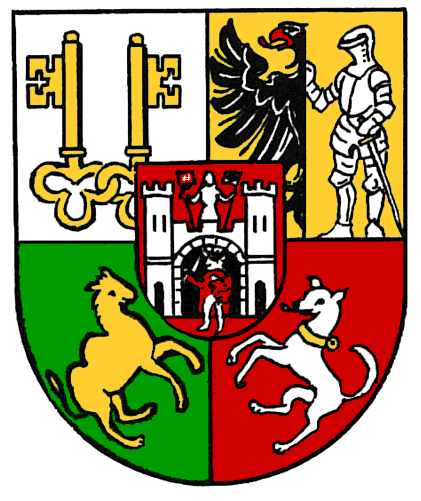
Malý plzeňský znak značí mnohé o roli Plzně v době husitských válek

Plzeňský landfrýd byla organizace (landfrýdní hnutí) v době husitských válek, která sdružovala odpůrce podobojí z řad katolického panstva, nižší šlechty, duchovenstva a měst. Vznikl z iniciativy předního katolického šlechtice Bohuslava ze Švamberka v průběhu roku 1420 a 29. října byl potvrzen Zikmundem Lucemburským, který si byl vědom jeho významu coby opory královské moci. Plzeňský landfrýd svedl s husity několik bitev a jeho území bylo využíváno křižáckými armádami jako shromáždiště během vojenského tažení.